# جوليا طعمة دمشقية
جوليا طعمة دمشقية (1883 - 1954) هي رائدة من رواد التربية والاجتماع والصحافة في لبنان، كان منزلها منتدى لكبار الأدباء والشعراء. ومن أعمالها كتاب «مي في سورية ولبنان» وهو تكريم للكاتبة مي زيادة. ومن أقوالها «إذا أصلحنا المجتمع الصغير (أي العائلة) استطعنا أن نصلح الوطن والمجتمع».

## النشأة
ولدت في بلدة المختارة مركز آل جنبلاط التي لها مكانتها الخاصة الفكرية والاجتماعية في تاريخ لبنان ومنطقة الشام. وحين بدأت تدرج في دروب الطفولة والوعي حملتها أسرتها إلى مدينة صيدا، لتدخل المدرسة الأمريكية للبنات وتبدأ أولى خطواتها على دروب العلم والمعرفة. وحين أنهت مرحلة تعلمها تلك، انتقلت إلى مدرسة «كفر شيما» ثم إلى مدرسة الشويفات «طانيوس سعد» حيث تابعت دراستها، وتخصصت في حقل التدريس.

## حياتها الخاصة
في عام 1912، التقت بزميلها وصديقها بدر دمشقية وكانت رحلة العمر، وقد شاركها بدر دمشقية في رسالتها التربوية في المقاصد الإسلامية. كان بدر متزوج وله ثلاثة أولاد، أحب جوليا طعمة فطلق زوجته وتزوجها عام 1913 في مصر، وكان عمرها 31 عام. وأنجبت منه ابنتها عام 1914 وأسمتها سلوى والتي تزوجت فيما بعد من فؤاد السعيد. وبعد 5 سنوات أنجبت ابنها وأسمته نديم وهو من أصبح فيما بعد سفيرا للبنان بلندن. منذ عام 1915 وحتى عام 1921 كان منزلها منتدى للكثير من الشعراء والأدباء.

## حياتها الأدبية والصحفية

### المرأة الجديدة
أنشأت جوليا في أبريل عام 1921 مجلة «المرأة الجديدة» فكانت أول مجلة نسائية في لبنان. كان زوجها بدر المساعد والمشجع الأول على انشائها المجلة، في انطلاقة المجلة التي أسست وحُررت وطُبعت من حديقة المنزل. وقد استمرت تلك المجلة في الصدور سبع سنوات توقفت عن الصدور بعدها بسبب مرض أصاب جوليا وحال بينها وبين متابعة إصدارها.

### مجلات أخرى
ولكنها مع ذلك، لم يهدأ لها عزم، فقاومت المرض ولم تتوقف عن المشاركة في كل ما يهم المجتمع من شأن كأم ومربية كبيرة يفئ اليها الجميع للإسترشاد برأيها وحكمتها، كما لم تتوقف عن رسالة الكلمة والصحافة، فكتبت كثيرا في المجلات النسائية وغيرها مثل «صوت المرأة»، «لبنان»، و «الحسناء» وغيرها من المجلات الأخرى.
كذلك كتبت للأطفال، خاصة في مجلة «نديم الصغار» عام 1925 وجريدة النديم بعام 1933.

### جمعيات نسائية
ترأست جوليا جمعية «تهذيب الفتاة» ثم «الاتحاد النسائي» وكانت قبل ذلك في عام 1917 قد كونت مع نخبة من فضليات المجتمع اللبناني «جامعة السيدات»، وكان الأعضاء يجتمعون بمنزلها ويقمن معها بالأعمال الخيرية الاجتماعية. ولكن الأتراك اتهموا الجمعية بالنشاط السياسي فعطلوها، وحين منحت وسام الإستحقاق اللبناني المذهّب في عام 1947 قالت وهي على فراش المرض:
«أود من زوجي وأولادي، اعتبار هذا الوسام كوديعة وقتية يسلموها من بعدي لأول امرأة لبنانية تعتلي منصة الخطابة ممثلة عنكن وعن نساء الأمة في المجلس النيابي...»
مجلة صوت المرأة، العدد العاشر، السنة العاشرة، 1954
وكانت لجوليا مساجلات ومراسلات، مع غالبية أعلام الفكر والكلمة في تلك الأيام.